# Język tumbuka
Język tumbuka (także chitumbuka, tamboka, tambuka, timbuka, tumboka) – język z rodziny bantu używany przez ludy Tumbuka w Malawi, wschodniej Zambii i Tanzanii.
W 2010 roku mówiło nim 2,2 mln Malawijczyków. Na całym świecie mówi nim 2,68 mln osób.
Wyróżnia się wiele dialektów: chikamanga (henga, kamanga), chitumbuka, fungwe, hewe (hewa), nenya, nthali, poka (chipoka, phoka), senga, wenya, yombe. J. F. Maho postuluje wyniesienie języka do rangi kontinuum językowego tumbuka i wyróżnienie jako oddzielnych języków dialektów: tumbuka właściwa, poka, kamanga, senga, yombe, fungwe oraz wenya.

## Historia
Język otrzymał ogromne wsparcie w latach 60. XIX w. od szkockich misjonarzy, którzy dotarli na tereny Malawi w ramach Misji Livingstonia. W czasie rządów brytyjskich język ten, wraz z cziczewą i angielskim, był oficjalnym językiem kraju. W 1964 roku Malawi odzyskało niepodległość, a w 1966 władzę przejął prezydent Hastings Kamuzu Banda. Jego autorytarne rządy ustanowiły w 1968 język cziczewa językiem narodowym Malawi co skutkowało utratą przez tumbuka statusu oficjalnego. W rezultacie język tumbuku został usunięty ze szkół, radia i prasy. Z wyjątkiem literatury religijnej ustały również publikacje w tym języku. Język ten jest od czasu końca rządów Bandy w 1994 przywracany w Malawi.